# 桑特伊 (厄尔-卢瓦省)
桑特伊（法語：Santeuil，法語發音：[sɑ̃tœj] ⓘ）是法国厄尔-卢瓦省的一个市镇，位于该省东部，属于沙特尔区。

## 地理
桑特伊（48°23'16"N, 1°44'0"E）面积9.24 平方千米，位于法国中央-卢瓦尔河谷大区厄尔-卢瓦省，该省份为法国北部内陆省份，北起顺时针与厄尔省、伊夫林省、埃松省、卢瓦雷省、卢瓦-谢尔省、萨尔特省和奧恩省接壤。
与桑特伊接壤的市镇（或旧市镇、城区）包括：瓦斯、穆万维尔拉热兰。

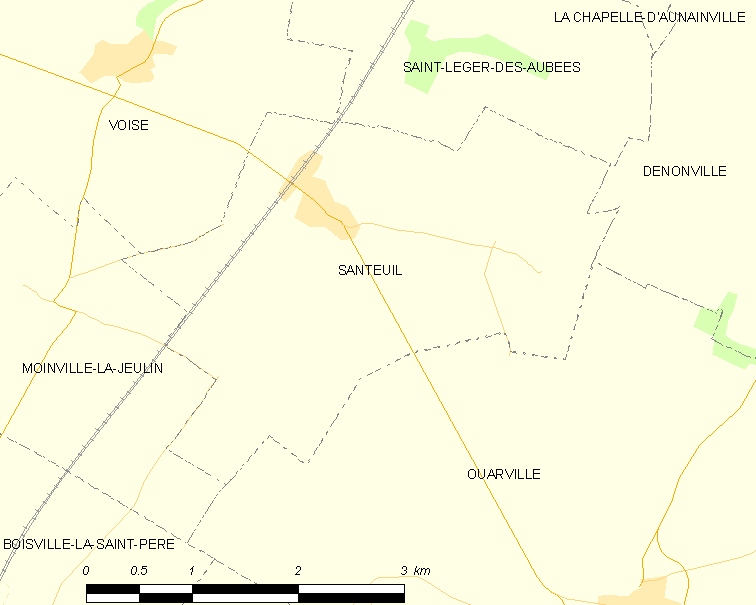
的OSM定位图

桑特伊的时区为UTC+01:00、UTC+02:00（夏令时）。

## 行政
桑特伊的邮政编码为28700，INSEE市镇编码为28366。

## 政治
桑特伊所属的省级选区为欧诺县。

## 人口

1962-2008年间人口变化图示

桑特伊于2022年1月1日时的人口数量为324人。